# ウェスタン・ランブラーズ
ウェスタン・ランブラーズ（The Western Ramblers）は日本のカントリー・バンド。日本におけるカントリー・バンドの先駆け的存在である。

## 来歴
1948年、外山寛が小学校教諭を辞職し、ウェスタン・ランブラーズを結成。パレスハイツなど米軍キャンプで活動。
1949年11月21日、読売ホールで行われた第4回スウィング・コンサートに出演。
1951年、日本ビクターにて録音開始。「駅馬車」がヒット。
1958年、解散。

## メンバー
- 外山寛（ベース）
  - 1919年-1988年1月30日。声楽家・外山國彦の次男。兄・健彦(元・灰田晴彦とモアナ・グリー・クラブのギタリスト)と組んでいたウェスタン・メロディアンズから独立。 八の字の口髭から、「ハッツァン」と呼ばれた。
- 鎌田辰蔵（ギター、歌）
- 小林鈴郎（スティール・ギター）
- 知野光志（エレクトリック・ギター）: 脱退後にチャック・ワゴン・ボーイズに参加。
- 安原尚武（フィドル）
- 小林義弘（アコーディオン、編曲）
- 築都（ピアノ）
- 五十嵐武要（ドラムス）
- 朝比奈鉦ニ（フィドル）
- テディ原（ギター、歌）
- ウイリー沖山（ギター、歌）
- ポップ上野（ギター、歌）
- ジミー時田（ギター、歌）
  - テディ原による回想。 「ウエスタン・ラムブラーズの全盛時代は昭和24～32年頃でした。その頃、まだ高校生になったばかりの可愛い坊やがおりました。 その坊やが時々「唄わせてくれ」といって「サン・アントニオ・ローズ」などを唄っていました。彼の唄はなかなかのものでした。その少年が後のジミー時田です。 まだギターもままならない少年でしたが、ステージで物怖じしない度胸のよさはキャンプでもかなり受けていました。 彼はその後、ギターの勉強の為か、確か大橋節夫さんのハワイアン・バンドに修行に行ったそうで、それが後にマウンテン・プレイボーイに繋がっていったのです。」

## ディスコグラフィー

### SP
- テネシー・ポルカ／ラヴシック・ブルース (日本ビクター A-1298、1951)
- ウェディング・ベルズ／アイ・ラヴ・ユー・ビコーズ (日本ビクター A-1299、1951)
- グッドナイト・アイリーン ／テネシー・サタディー・ナイト－ブギー・ウギ－ (日本ビクター A-1300、1951)
- サン・アントニオ・ローズ／美しいオハイオ  (日本ビクター A-1311、1951)
- ペンシルヴェニア・ポルカ／ジェラス・ハート (日本ビクター A-1312、1951)
- テネシー・ケンタッキー・ブギー／帰りの幌馬車  (日本ビクター A-1313、1951)
- 驛馬車／野鴨の叫び (日本ビクター A-1323、1951.03)
- ムービン・オン／いとぐるま (日本ビクター A-1334、1951)
- ホップ・スコッチ・ポルカ／國境の南 (日本ビクター A-1338、1951)
- カウボーイ・サムバ／テキサス・スター (日本ビクター A-1347、1951)
- おやじの彼女／おまへの心を (日本ビクター A-1348、1951)
- 太っちょポルカ／山の端に月かゝる頃 (日本ビクター A-1349、1951)
- 黄色いリボン／とりこのわたし (日本ビクター A-5001、1951.08)
- アンカー・アウェイ／オーシャン・ウェイブ・ポルカ (日本ビクター A-5007、1951.08)
- ウエスターン・ブギー／オールド・スモーキー (日本ビクター A-5008、1951.08)
- オブライエンがハワイ人に (日本ビクター A-5009、1951.09。B面はクラーク・ジョンストンとビクター・オーケストラ「サチコ」)
- ウエスターン・クリスマス／テキサス・サンタ・クロース (日本ビクター A-5026、1951.11)
- エムプティ・サドル／スパニッシュ・トレイル (日本ビクター A-5028、1951.12)
- サン・シャイン・ブギ／チャイナ・ポルカ (日本ビクター A-5065、1953.02)
- カン・カン・ポルカ／スワニー・ブギー (日本ビクター A-5077、1953.03)
- ジャムバラヤ／われ老いぬれば (日本ビクター A-5079、1953.04)
- 谷間の灯ともし頃／レッド・セイル・ブギー (日本ビクター A-5080、1953.04)
- ティーブ・釜萢 / 俺は牛追ひ／ダイナ (日本ビクター A-5081、1953.04)
- アコーディオン・ポルカ／カウ・ボーイ・ポルカ (日本ビクター A-5088、1953.05)